# Centerbord

Centerbord.

Ett centerbord är en nedfällbar fena på segelbåtar vars funktion är att hindra avdrift i sidled vid segling med vind från sidan (bidevind, halv vind och slör, i sjunkande grad). Centerbord är vanligast på segeljollar och segelkanoter men kan även förekomma på flerskrovsbåtar och i undantagsfall på kölbåtar. Skillnaden mellan ett centerbord och en köl på en segelbåt är dels att centerbordet är rörligt, dels att centerbordet inte innehåller någon betydande barlast och bidrar därför inte till att motverka den lutning som båten får när den seglar med vind från sidan. Det är till och med så att båten lutar mindre om centerbordet dras upp något.  
Enligt de internationella redskapsreglerna som gäller vid kappsegling definieras centerbord som ”Ett indragbart skrovbihang, rörligt i förhållande till skrovet, fastsatt i ungefär i skrovets centrumplan och som kan rotera runt en enda tvärskeppsaxel, främst använt för att påverka avdrift.” Kappseglingsreglerna definierar även ordet sticksvärd snarlikt men med skillnaden att det inte ska kunna rotera. I dagligt tal används dock detta ord mycket sällan utan centerbord används även om sticksvärd även om man kanske skulle kunna argumentera för att till exempel lasern inte har centerbord utan sticksvärd. Ett exempel på en båt som definitivt har centerbord och inte sticksvärd är trissjollen.

## Fotnoter
1. ↑  Kapseglingsreglerna med redskapsreglerna 2005-2008 (Malmö, 2004) redskapsreglerna del 2. E.1.7 sid 12